# Conomitrium wrightii
Conomitrium wrightii là một loài Rêu trong họ Fissidentaceae. Loài này được (A. Jaeger) Müll. Hal. mô tả khoa học đầu tiên năm 1875.